# Ageniaspis nigricollis
Ageniaspis nigricollis är en stekelart som beskrevs av Khlopunov 1979. Ageniaspis nigricollis ingår i släktet Ageniaspis och familjen sköldlussteklar. Inga underarter finns listade i Catalogue of Life.